# Såtjärnen
Såtjärnen är en sjö i Falu kommun i Dalarna och ingår i Dalälvens huvudavrinningsområde. Sjön är 14 meter djup, har en yta på 0,0667 kvadratkilometer och befinner sig 299,2 meter över havet.

## Delavrinningsområde
Såtjärnen ingår i det delavrinningsområde (673799-148309) som SMHI kallar för Mynnar i Rogsjön. Medelhöjden är 233 meter över havet och ytan är 4,14 kvadratkilometer. Räknas de 4 avrinningsområdena uppströms in blir den ackumulerade arean 33,93 kvadratkilometer. Kvarnån som avvattnar avrinningsområdet har biflödesordning 5, vilket innebär att vattnet flödar genom totalt 5 vattendrag innan det når havet efter 243 kilometer. Avrinningsområdet består mestadels av skog (73 procent) och öppen mark (12 procent). Avrinningsområdet har 0,06 kvadratkilometer vattenytor vilket ger det en sjöprocent på 1,4 procent.